# Конечный мозг
Конечный мозг (лат. telencephalon) — самый передний отдел головного мозга. Состоит из двух полушарий большого мозга (покрытых корой), мозолистого тела, полосатого тела и обонятельного мозга. Является наиболее крупным отделом головного мозга. Это также самая развитая структура, покрывающая собой все отделы головного мозга.
Большой мозг (лат. cerebrum) состоит из двух полушарий, каждое из которых представлено корой, обонятельным мозгом и базальными ядрами. Полостью конечного мозга являются боковые желудочки, находящиеся в каждом из полушарий. Полушария большого мозга отделены друг от друга продольной щелью большого мозга и соединяются при помощи мозолистого тела, передней и задней спаек и спайки свода.
Мозолистое тело состоит из поперечных волокон, которые в латеральном направлении продолжаются в полушария, образуя лучистость мозолистого тела, соединяя друг с другом участки лобных и затылочных долей полушарий, дугообразно изгибаются и образуют передние — лобные и задние — затылочные щипцы. К задней и средней частям мозолистого тела снизу прилежит свод мозга, состоящий из двух дугообразно изогнутых тяжей, сращенных в средней своей части при помощи передней спайки мозга.

## Эмбриональное развитие
Первичный передний мозг (передний мозговой пузырь) образует пару полых выростов, напоминающих глазные пузыри. Выросты растут вперёд к обонятельной области и из них образуются полушария большого мозга. Спереди полушарий из выростов образуются обонятельные луковицы — эти структуры и составляют конечный мозг.
| Первичный мозговой пузырь | Вторичные мозговые пузыри | Первичные прозомеры | Вторичные прозомеры | Дальнейшая прозомеризация |
| ------------------------- | ------------------------- | ------------------- | ------------------- | ------------------------- |
| Прозэнцефалон (P)         | Телэнцефалон (T)          | T                   | T1                  |                           |
| Прозэнцефалон (P)         | Телэнцефалон (T)          | T                   | Псевдопрозомера T2  |                           |
| Прозэнцефалон (P)         | Диэнцефалон (D)           | D                   | D1                  |                           |
| Прозэнцефалон (P)         | Диэнцефалон (D)           | D                   | D2                  | Ростральный парэнцефалон  |
| Прозэнцефалон (P)         | Диэнцефалон (D)           | D                   | D2                  | Каудальный парэнцефалон   |
| Прозэнцефалон (P)         | Диэнцефалон (D)           | D                   | D2                  | Синэнцефалон              |

## Краткое описание
- кора, покрывающая полушария снаружи. Кора — это пластинка серого вещества, толщиной 1-5 миллиметров, собранная в складки, формирующиеся в борозды и извилины. Площадь коры большого мозга у взрослого человека — около 2200 см²[3].
- базальные ганглии (подкорковые ганглии) — это скопление серого вещества, имеющего ядерную организацию, расположенное под корой внутри белого вещества. К базальным ядрам относят хвостатое ядро, чечевицеобразное ядро, состоящее из скорлупы и бледного шара; вместе они объединяются в полосатое тело; в функциональном отношении их называют стрио-паллидарной системой мозга. Эта система входит в состав двигательной экстрапирамидальной системы, управляющей мышечным тонусом, рефлекторным — двигательными ответами, сложными автоматическими движениями. Кроме этих базальных ядер различают ограду и миндалевидное тело.
- Белое вещество: расположено под корой и представлено системами нервных волокон:

- комиссуральные нервные волокна (соединяют участки коры правого и левого полушарий);
- ассоциативные волокна (соединяют участки коры одного полушария);
- проекционные — могут быть восходящими (например, таламические лучистости) и нисходящие (например, корково-спинномозговые волокна). Эти волокна связывают мозговую кору с нижележащими отделами центральной нервной системы до спинного мозга включительно.

- боковые желудочки — это полости конечного мозга. Условно считаются правым и левым. Каждый желудочек имеет тело на уровне теменной доли, передний рог в лобной доле, задний — в затылочной и нижний — в височной.

## Состав[1]

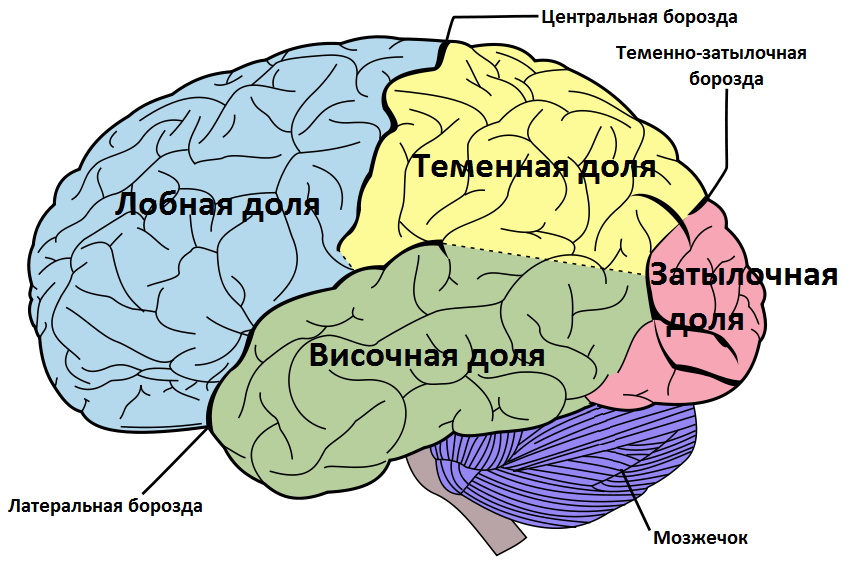
Доли полушарий большого мозга

Красным выделена лобная доля

Кора большого мозга (мантия) cortex cerebri (pallium). В состав больших полушарий (hemisperium cerebralis) входит серое вещество, которое снаружи покрывает полушария большого мозга.
В большом мозге выделяется также:
- Извилина большого мозга
- Доля большого мозга
- Продольная щель большого мозга
- Поперечная щель большого мозга
- Латеральная ямка большого мозга
- Верхний (верхнемедиальный) край
- Нижний (нижнелатеральный) край
- Медиальный (нижнемедиальный) край
- Пограничная щель[5]

В составе полушарий большого мозга выделяется:
- Верхнелатеральная поверхность полушария facies superolateralis hemisperii
- Центральная борозда sulcus centralis
- Латеральная борозда sulcus lateralis
  - Передняя ветвь ramus anterior
  - Восходящая ветвь ramus ascedens
  - Задняя ветвь ramus posterior
- Междолевые борозды sulci interlobares
- Лобная доля lobus frontalis
- Лобный полюс polus frontalis
- Прецентральная борозда sulcus precentralis
- Прецентральная извилина gyrus precentralis
- Верхняя лобная извилина gyrus frontalis superior
- Верхняя лобная борозда sulcus frontalis superior
- Средняя лобная извилина gyrus frontalis medius
- Нижняя лобная борозда sulcus frontalis inferior
- Нижняя лобная извилина gyrus frontalis inferior
  - Лобная покрышка [покрышечная часть][6] pars opercularis [operculum frontale]
  - Глазничная часть
  - Треугольная часть
- Теменная доля lobus parientalis
  - Постцентральная борозда
  - Постцентральная извилина
  - Внутритеменная борозда
  - Верхняя половинка долька
  - Нижняя теменная долька
    - Лобно-теменная покрышка

  - Надкраевая извилина
  - Угловая извилина
- Затылочная доля
  - Затылочный полюс
  - Поперечная затылочная борозда
  - Полулунная борозда
- Предзатылочная вырезка
- Височная доля
  - Височный полюс
  - Поперечные височные борозды
  - Поперечные височные [Гешля][5] извилины
  - Верхняя височная извилина
    - Височная покрышка

  - Верхняя височная борозда
  - Средняя височная извилина
  - Нижняя височная борозда
  - Нижняя височная извилина
- Островковая доля (островок)[4]
  - Извилины островка
    - Короткие извилины островка
    - Длинная извилина островка
    - Порог островка
    - Центральная борозда островка
    - Круговая борозда островка
- Медиальная и нижняя поверхности полушария
- Борозда мозолистого тела
- Поясная извилина
  - Перешеек поясной извилины
  - Поясная борозда
- Подтеменная борозда
- Медиальная лобная извилина
- Парацентральная долька
- Предклинье
- Теменно-затылочная борозда
- Клин
- Шпорная борозда
- Зубчатая извилина
- Борозда гиппокампа (гиппокампальная борозда)[4]
- Извилина гиппокампа (парагиппо-кампальная извилина)[4]
  - Крючок
- Язычная извилина
- Коллатеральная борозда
- Носовая борозда
- Медиальная затылочно-височная извилина
- Затылочно-височная борозда
- Латеральная затылочно-височная извилина
- Прямая извилина
- Обонятельная борозда
- Глазничные извилины
- Глазничные борозды
- Обонятельный мозг конечного мозга rhinencephalon. В него введены структуры, различные как по функции, так и по происхождению, так как под этим названием объединяется структуры, которые долгое время ошибочно считали древними образованиями, возникшими до неокортекса. Часть структур обонятельного мозга входят в лимбическую систему (поясная извилина, зубчатая извилина, гиппокамп). Состоит из 4-х частей:
  - Переднее продырявленное вещество
  - Подмозолистое тело
    - Паратерминальная извилина

  - Мозолистое тело
    - Валик
    - Ствол
    - Колено
    - Клюв

  - Диагональная полоска [Брока][5]
- Обонятельная луковица
- Обонятельный тракт
- Обонятельный треугольник
- Медиальная и латеральная обонятельные полоски
- Медиальная и латеральная обонятельные извилины

## Функции
В конечном мозге находятся следующие центры:
1. центр регуляции движений (подкорковый слой)
2. центр возникновения условных рефлексов и высшей нервной деятельности (кора):

- произношение речи (лобная доля)
- кожно-мышечная чувствительность (теменная доля)
- зрение (затылочная доля)
- обоняние, вкусовые и слуховые ощущения (височная доля)